# 221 (szám)
A 221 (római számmal: CCXXI) egy természetes szám, félprím, a 13 és a 17 szorzata; középpontos négyzetszám.

## A szám a matematikában
A tízes számrendszerbeli 221-es a kettes számrendszerben 11011101, a nyolcas számrendszerben 335, a tizenhatos számrendszerben DD alakban írható fel.
A 221 páratlan szám, összetett szám, azon belül félprím, kanonikus alakban a 131 · 171 szorzattal, normálalakban a 2,21 · 102 szorzattal írható fel. Négy osztója van a természetes számok halmazán, ezek növekvő sorrendben: 1, 13, 17 és 221.
A 221 középpontos négyzetszám. Előállítható 5 prímszám összegeként: 37 + 41 + 43 + 47 + 53 = 221.
A 221 négyzete 48 841, köbe 10 793 861, négyzetgyöke 14,86607, köbgyöke 6,04594, reciproka 0,0045249. A 221 egység sugarú kör kerülete 1388,58395 egység, területe 153 438,52679 területegység; a 221 egység sugarú gömb térfogata 45 213 219,2 térfogategység.
A 221 helyen az Euler-függvény helyettesítési értéke 192, a Möbius-függvényé 1, a Mertens-függvényé 5.